# Marco Silano (general em 207 a.C.)
Marco Silano (em latim: Marcus Silanus) foi um general de campo da República Romana que serviu sob o comando de Cipião Africano durante a sua campanha na Hispânia contra os generais cartagineses Asdrúbal e Magão Barca (irmãos de Aníbal) e Aníbal Giscão durante a Segunda Guerra Púnica. Esta campanha, iniciada depois da grande derrota romana na Batalha do Bétis Superior, que resultou na morte dos "irmãos Cipião" (Públio e Cneu Cornélio Cipião), efetivamente expulsou os cartagineses da Hispânia. A atuação de Silano durante a Batalha de Ilipa (206 a.C.) foi detalhada por Lívio.